# Vielbach
Vielbach település Németországban, Rajna-vidék-Pfalz tartományban. Lakosainak száma 525 fő (2023. december 31.).

## Népesség
A település népességének változása:
| Lakosok száma | 423  | 549  | 546  | 514  | 523  | 525  |
|               | 1975 | 2017 | 2019 | 2021 | 2022 | 2023 |